# Barrio Cuaydiguele
Barrio Cuaydiguele är en ort i Mexiko.   Den ligger i kommunen San Pedro Pochutla och delstaten Oaxaca, i den sydöstra delen av landet, 500 km sydost om huvudstaden Mexico City. Barrio Cuaydiguele ligger 142 meter över havet och antalet invånare är 398.
Terrängen runt Barrio Cuaydiguele är platt västerut, men österut är den kuperad.  Närmaste större samhälle är San Pedro Pochutla, 0,81 km öster om Barrio Cuaydiguele. 